# Corylopsis calcicola
Corylopsis calcicola là một loài thực vật có hoa trong họ Hamamelidaceae. Loài này được C.Y.Wu miêu tả khoa học đầu tiên năm 1977.